# Takron-Galtos
Takron-Galtos è un pianeta immaginario dell'Universo DC. Comparve per la prima volta in Adventure Comics n. 359 (agosto 1967).

## Storia
Takron-Galtos è una prigione delle dimensioni di un pianeta costruita per ospitare i criminali più pericolosi della galassia. Esisteva già nel XX secolo, come mostrato in Justice League of America n. 247 (febbraio 1986). Comparve in JLA n. 21, quando Adam Strange, insieme alla League, ingannò una forza aliena invadente, gli En'teran Slavemasters. Questi alieni finirono per essere teletrasportati sul pianeta-prigione di Takron-Galtos.
Takron-Galtos aveva un'area fuori dal pianeta utilizzata per trattenere i criminali dell'Universo DC, che furono catturati dalla Suicide Squad di Amanda Waller.
Durante la ribellione di un prigioniero, una guardia di nome G'Hu fu catturata. Quando i suoi colleghi irruppero, G'Hu aveva già sconfitto i suoi rapitori. Questa azione fece sì che venne riconosciuto abile al ruolo di Lanterna Verde.
Un prigioniero di Takron-Galtos, invece, fu reclutato come membro del Corpo nemico delle Lanterne Verdi, il Sinestro Corps. Bur'Gunza, un prigioniero modello, fu liberato dalle sue restrizioni il giorno della sua scarcerazione. Assassinò quarantadue guardie prima di essere sconfitto, cosa che attirò su di lui l'attenzione dei Sinestro Corps.

### Linea temporale futura
La prigione è ancora in uso nel XXX secolo. La maggior parte delle funzioni della prigione sono automatizzate, e i membri dell'amministrazione contano un guardiano ed un piccolo gruppo di poliziotti della Scientifica.
Nella sua prima comparsa, i membri della Legione dei Supereroi vi furono imprigionati dopo che il nuovo presidente della Terra, Kandro Boltax, mise la Legione fuori legge. I giovani supereroi furono rilasciati dopo che si scoprì che il nuovo presidente non era altri che il supercriminale Universo, che aveva messo la popolazione della Terra contro la Legione controllando le loro menti inquinando l'acqua potabile con un composto chimico.
Infine, la Legione inviò molti dei loro nemici mortali su Takron-Galtos, inclusi membri dei Fatal Five, Time Trapper, vari membri della Legione dei Supercriminali e Mordru.
La prigione si dimostrò imperfetta. Un'evasione da Takron-Galtos si dimostrò piena di problemi per Ferro Lad e Karate Kid.
Takron-Galtos fu distrutto da un'onda di anti-materia durante la Crisi sulle Terre infinite. Il pianeta Labirinto divenne la nuova prigione al suo posto.
Nella miniserie Final Crisis: Legion of Three Worlds, Superboy-Prime lanciò un attacco su Takron-Galtos e liberò tutti i prigionieri. Quindi sfregiò il pianeta disegnandogli sulla superficie il simbolo di Superman. Nel numero finale, n. 5, il pianeta fu mostrato in ricostruzione.

## Altri media
Takron-Galtos comparve oppure venne menzionato numerose volte nel corso della serie animata Legion of Super Heroes. Come nei fumetti, Takron-Galtos veniva utilizzato come una prigione per i peggiori criminali della galassia.